# هدیه آقایی
هدیه آقایی (زاده ۲ شهریور ۱۳۸۵) بازیکن چپ دست هاکی روی یخ اهل ایران است. وی با ۱۶ سال سن جوانترین بازیکن تیم ملی هاکی روی یخ بانوان ایران است.
آقایی عضو تیم باشگاهی هاکی فرمانیه و مدافع تیم ملی هاکی روی یخ بانوان ایران است. وی در مسابقات هاکی روی یخ بانوان قهرمانی آسیا و اقیانوسیه ۲۰۲۳ به مدال تیمی نقره دست یافت.
آقایی در این بازی‌ها در هر ۶ مسابقه به میدان رفت.